# Batalla de Tauris
La batalla de Tauris fue un enfrentamiento naval librado en el año 47 a. C. entre las fuerzas de los cesarianos y pompeyanos, con victoria de los primeros, en el contexto de la guerra civil de la República romana.

## Antecedentes
A finales del 50 a. C., la tribu iliria de los dálmatas tomó la ciudad liburnia de Promona. Los liburnios apelaron al procónsul (gobernador) romano Cayo Julio César, quien intentó negociar con los dálmatas, que rechazaron sus ofertas. El procónsul envió un fuerte destacamento pero no continuó el asunto por el inicio de la guerra civil.
En enero del 49 a. C. César invadió la península itálica y el Senado romano, liderado por Cneo Pompeyo Magno, huyó a Macedonia y Epiro gracias a su control de la armada romana.
El almirante pompeyano Marco Octavio había sido designado por Marco Calpurnio Bíbulo para vigilar el mar Adriático e impedir a los cesarianos hacerse con Iliria. Ese año, el cesariano Publio Cornelio Dolabela y su flota de 40 navíos son capturados en dicho mar. Cuando Cayo Antonio intentó avanzar con 15 cohortes por la costa ilírica fue acosado por la flota pompeyana y las tribus locales hasta que se rindió en Curicta y sus hombres son incorporados al ejército enemigo.
El 4 de enero 48 a. C., César logró esquivar a la flota pompeyana y desembarcar en Palaesti (actual Palasë). Octavio fue a Salona (Solin, cerca de Split) con su flota y persuadió a la gente de Isa (Vis) de pasarse a su bando. Como no logró lo mismo con los romanos de Salona, rodeó la ciudad con cinco castra (campamentos) y le impidió el ingreso de granos. Los defensores enviaron mensajeros a César por ayuda, pero pronto se apoderaron por asalto del campamento más cercano y después de los demás, causando muchas bajas a los pompeyanos. Octavio se retiró con su flota a Dirraquio (Durrës) para unirse a Pompeyo.
En el verano, César envió a Quinto Cornificio el Joven como cuestor con 2 legiones. Los romanos de las ciudades apoyaban a César, mientras que los nativos a Pompeyo. César dice que la región era muy pobre y apenas podía apoyar a un ejército. Además, se agitó por los combates en torno a Dirraquio que afectaron su área sur en el mes de julio y por rebeliones. El cuestor recuperó Iliria para César, asaltando varios bastiones montañeses desde donde se realizaban aceifas. Cuando Octavio se refugió en sus costas después de la derrota pompeyana en Farsalia, en agosto, Cornificio y los habitantes de Iadera (Zadar) dispersó sus naves y añadió las capturadas a las de sus aliados ilirios, formando una pequeña flota.
Como muchos pompeyanos se refugiaron en Iliria después de la derrota y planeaban invadir Macedonia, César ordenó a Aulo Gabinio unirse a Cornificio y rechazar sus operaciones en la región. Llevaba 15 cohortes y 3.000 jinetes. Gabinio marchó en invierno y sin recibir suministros de los hostiles lugareños y porque las tormentas en el mar frenaron a los barcos con cargamentos. Tuvo que asaltar ciudades y fuertes en condiciones meteorológicas adversas y sufrió reveses. Finalmente, tuvo que retirarse a Salona, donde vivían muchos romanos, pero en el camino fue atacado y vencido, perdiendo 2.000 soldados, 38 centuriones y 4 tribunos. Llegó a la ciudad con los restos de su fuerza, cayó enfermo y murió pocos meses después.

## Batalla
Octavio vio su oportunidad para hacerse con Iliria. Corfinicio le pidió ayuda a Publio Vatinio, quien estaba en Brindisi para que lo ayudara y le informó que el almirante pompeyano estaba haciendo alianzas con los nativos y atacando guarniciones cesarianas, a veces con su flota y otras por tierra con tropas locales.
Vatinio le pidió a un teniente cesariano en Grecia que enviara una flota, pero como esta tomaba demasiado tiempo en llegar, terminó por armar algunos barcos civiles cuyo tamaño no era muy adecuado para la guerra, a los que sumó algunos buques de guerra que tenía y fue a Iliria. No persiguió a Octavio, en cambio, empezó a atacar algunas ciudades costeras pompeyanas mientras ignoraba algunas para moverse más rápido. Esto obligó a Octavio a abandonar su asedio de Epidauro (Cavtat).
El almirante pompeyano creía que su flota era superior a las pequeñas naves de Vatinio, así que navegó a la isla de Tauris. Vatinio lo persiguió sin saber que estaba en esa isla. Mientras estaba el mar estaba agitado el cesariano se encontró sorpresivamente con la escuadra enemiga en formación de batalla, por lo que decidió probar suerte atacando el buque insignia de Octavio con uno de sus pocos navíos de guerra. El choque fue duro y el barco pompeyano fue destruido. La batalla se libró a corta distancia en aguas pocas profundas, pero Vatinio acabó mejor y al anochecer los restos de la flota de Octavio huyeron. Un día después, Vatinio reparó sus naves y organizó las otras 85 capturadas y a la jornada siguiente siguió para la isla de Isa, creyendo que su enemigo se había refugiado ahí. Al llegar los isleños se rindieron y le informaron que Octavio había huido a Sicilia. Con el Adriático limpio volvió a Brindisi. Quedó a cargo de la provincia por el resto de la guerra.

## Consecuencias
Cornificio fue nombrado gobernador de Siria en el 45 a. C., combatiendo a Quinto Cecilio Basso; se enemistó con Marco Antonio tras el asesinato de César, proscrito por el Segundo Triunvirato, probablemente murió en la batalla de Filipos.
Octavio se refugió en África, donde siguió comandando parte de la flota pompeyana hasta su muerte en el 46 a. C.
Iliria siguió en paz bajo dominio cesariano, en 45 a. C., cuando César ya preparaba su campaña contra el Imperio parto, muchos locales temieron que aprovechara para castigarlos, por eso le propusieron una alianza. César la rechazó pero les ofreció una amnistía si entregaban tributo, algo que no se concretó por su asesinato.

### Clásicas
- Apiano. Sobre la Iliria. Libro 9 de su Historia romana. Sobreviven algunos fragmentos digitalizados en Livius, basados en griego antiguo-inglés por Horace White, tomo II de la versión de la Loeb Classical Library & Harvard University Press, 1913. También véase versión de Perseus basada en traducción al inglés Horace White, Nueva York, The MacMillan Cia., 1899.
- Aulo Hircio. De bello Alexandrino. Traducción latín-inglés por A. G. Way, Loeb Classical Library, 1955. Digitalizado en UChicago. Versión en latín en The latin library. En español en Imperium.org.
- Cayo Julio César. De bello civili. Traducción latín-inglés por William Duncan, St. Louis, Edwards and Bushnell, 1856. Harper's New Classical Library. Digitalizado el Libro III en Perseus. Versión en latín en The latin library. En español en Imperium.org.

### Modernas
- Gundel, Hans Georg (1972). "Octavius". Vol. I, No. 17. En: Der Kleine Pauly (KlP): Lexikon der Antike. Tomo IV, Stuttgart.
- Jaques, Tony (2007). Dictionary of Battles and Sieges: P-Z. Greenwood Publishing Group. ISBN 9780313335396.
- Kos, Marjeta Šašel (2005). Appian and Illyricum. Narodni Muzej Slovenije. ISBN 9789616169363.
- Sheppard, Si (2009). César contra Pompeyo. Farsalia. Traducción inglés-español de Eloy Carbó Ros. Barcelona: Osprey Publishing. ISBN 978-84-473-6379-7.

- Datos: Q11688130